# (16193) Nickaiser
(16193) Nickaiser (2000 AV207) – planetoida z pasa głównego asteroid okrążająca Słońce w ciągu 4,44 lat w średniej odległości 2,7 j.a. Odkryta 4 stycznia 2000 roku.